# Obergurgl
Obergurgl är en ort i  kommunen Sölden i Österrike. Den ligger i distriktet Imst i förbundslandet Tyrolen. 